# 里加站 (卡卢加-里加线)
里加站（羅馬化：Rizhskaya）是莫斯科地鐵卡盧加－里加線的一個車站，站名取自於里加站。車站是由拉脫維亞人建築家A. Reinfelds和V. Apsītis建造。車站開通於1958年5月1日。2004年8月31日，里加站發生了炸彈襲擊事件。

## 换乘
- 里加站 (大环线)（11號線）